# Lambrey
Lambrey ist eine Gemeinde im französischen Département Haute-Saône in der Region Bourgogne-Franche-Comté.

## Geographie
Lambrey liegt auf einer Höhe von 245 m über dem Meeresspiegel, sieben Kilometer südlich von Jussey und etwa 23 Kilometer nordwestlich der Stadt Vesoul (Luftlinie). Das Dorf erstreckt sich im Nordwesten des Departements, in der leicht gewellten Landschaft der Hochfläche von Combeaufontaine westlich der Saône.
Die Fläche des 6,08 km² großen Gemeindegebiets umfasst einen Abschnitt im Bereich des Plateaus westlich des Saônetals. Der zentrale Teil des Gebietes wird von einer Hochfläche eingenommen, die durchschnittlich auf 250 m liegt und überwiegend landwirtschaftlich genutzt wird. Sie wird im Westen von der Mulde des Ruisseau du Bas des Veaux und seinem Zufluss Ruisseau de Coquilley begrenzt. Die östliche Abgrenzung verläuft in der Niederung des Ruisseau de Regeux. Diese Bäche entwässern das Gebiet nach Norden über die Ougeotte zur Saône. Nach Süden steigt die Hochfläche leicht an. Im Bois des Vosgiens wird mit 295 m die höchste Erhebung von Lambrey erreicht. Das Gebiet um Lambrey besteht aus einer Wechsellagerung von kalkigen und sandig-mergeligen Sedimenten der unteren Jurazeit.
Nachbargemeinden von Lambrey sind Gevigney-et-Mercey im Norden, Aboncourt-Gesincourt im Osten, Arbecey im Süden sowie Augicourt im Westen.

## Geschichte
Überreste aus der gallorömischen Epoche weisen auf eine frühe Besiedlung des Gebietes hin. Erstmals urkundlich erwähnt wird das Lehen Lambrey im Jahr 1302. Im Mittelalter gehörte das Dorf zur Freigrafschaft Burgund und darin zum Gebiet des Bailliage d’Amont. Die lokale Herrschaft hatten zunächst die Herren von Morey inne, bevor sie 1374 an die Familie Vergy überging. Zusammen mit der Franche-Comté gelangte Lambrey mit dem Frieden von Nimwegen 1678 definitiv an Frankreich. Heute ist Lambrey Verwaltungssitz des acht Ortschaften umfassenden Gemeindeverbandes Communauté de communes des Vertes Vallées.

## Sehenswürdigkeiten
Die Dorfkirche Saint-Quentin wurde 1903 neu erbaut. Auf dem Gemeindegebiet befinden sich fünf Calvaires, von denen der älteste auf das Jahr 1620 datiert ist. Das ehemalige Herrschaftshaus, das ursprünglich um 1400 errichtet und im 16. Jahrhundert verändert wurde, beherbergt heute einen Landwirtschaftsbetrieb.

## Bevölkerung
| Jahr                       | 1962 | 1968 | 1975 | 1982 | 1990 | 1999 | 2006 |
| Einwohner                  | 111  | 101  | 90   | 88   | 70   | 88   | 72   |
| Quellen: Cassini und INSEE |      |      |      |      |      |      |      |

Mit 67 Einwohnern (1. Januar 2022) gehört Lambrey zu den kleinsten Gemeinden des Département Haute-Saône. Nachdem die Einwohnerzahl in der ersten Hälfte des 20. Jahrhunderts deutlich abgenommen hatte (1886 wurden noch 220 Personen gezählt), wurden seit Mitte der 1970er Jahre nur noch geringe Schwankungen verzeichnet.

## Wirtschaft und Infrastruktur
Lambrey ist noch heute ein vorwiegend durch die Landwirtschaft (Ackerbau, Obstbau und Viehzucht) geprägtes Dorf. Außerhalb des primären Sektors gibt es nur wenige Arbeitsplätze im Ort. Einige Erwerbstätige sind auch Wegpendler, die in den größeren Ortschaften der Umgebung ihrer Arbeit nachgehen.
Die Ortschaft liegt abseits der größeren Durchgangsachsen an einer Departementsstraße, die von Gésincourt nach Augicourt führt. Weitere Straßenverbindungen bestehen mit Arbecey und Mercey.